# Aula Uniwersytecka w Toruniu
Aula Uniwersytecka w Toruniu – aula znajdująca się przy ul. Jurija Gagarina 11, na obszarze Kampusu Uniwersytetu Mikołaja Kopernika w Toruniu, gdzie odbywają się wydarzenia ogólnouczelniane, uroczystości miejskie i występy zespołów zewnętrznych. Może pomieścić prawie tysiąc widzów. Została zaprojektowana przez Marka Różańskiego. Jest połączona z budynkiem Rektoratu poprzez patio przykryte daszkiem. Budowa auli rozpoczęła się we wrześniu 1969 roku, zakończyła się 31 grudnia 1972 roku. Na jednej ze ścian Auli znajduje się barwne panneau autorstwa Stefana Knappa, odsłonięte 5 lutego 1973 roku. Składa się ono z 255 kwadratowych elementów w trzech wielkościach (24 dużych, 67 średnich, 164 małych).